# FC Chindia Târgoviște
Chindia Târgoviște ist ein rumänischer Fußballverein aus Târgoviște. Seit 2023 spielt der Verein in der Liga II.
Nicht zu verwechseln ist Chindia Târgoviște mit dem ebenfalls aus Târgoviște stammenden Verein FCM Târgoviște.

## Geschichte
Nachdem jahrelang FCM Târgoviște der einzige Fußballverein in Târgoviște war, gründete 2010 Gheorghe Popescu die Fußballmannschaft Chindia Târgoviște. Diese wurde als Fußballakademie gemäß dem Viitorul-Constanța-Projekt von Gheorghe Hagi organisiert. Popescu verließ jedoch die Mannschaft 2013.
In der Saison 2018/19 wurde der Verein Meister der Liga II und stieg somit erstmals in die Liga 1 auf.

## Erfolge
Liga III
- Meister: 2010/11, 2014/15
- Vizemeister: 2013/14

Liga II
- Meister: 2018/19

Cupa României
- Achtelfinale: 2013/14, 2017/18